# Laksa

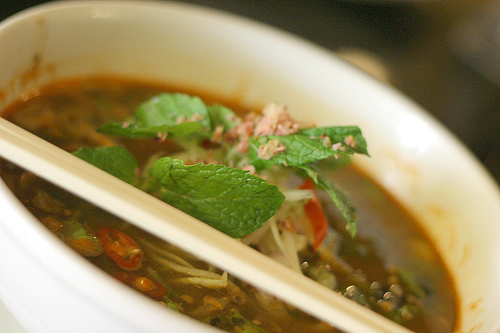
Penang laksa

Laksa je ostrá polévka s chilli papričkami a rýžovými nudlemi, která je populární v Malajsii, Singapuru, Indonésii a jižním Thajsku. 
Existuje mnoho regionálních variant laksy a jednotlivé recepty se od sebe mohou značně lišit. Základní dělení může být podle toho, zda je v receptu použito kokosové mléko, či nikoliv.  
Asam Laksa je pod názvem Pulau Penang Laksa populární na ostrově Penang. Jedná se o variantu bez kokosového mléka, ve které se používá makrela a tamarind, díky kterému má polévka nakyslou chuť.